# Chalais, Dordogne
Chalais är en kommun i departementet Dordogne i regionen Nouvelle-Aquitaine i sydvästra Frankrike. Kommunen ligger i kantonen Jumilhac-le-Grand som tillhör arrondissementet Nontron. År 2022 hade Chalais 404 invånare.
Tidigare stavades kommunens namn Chaleix. Den 25 juni 2009 bytte man stavning till den nuvarande.

## Befolkningsutveckling
Antalet invånare i kommunen Chalais
Referens:INSEE